# Johannes de Doperkerk (Oud-Valkenburg)
De Johannes de Doperkerk is een kerkgebouw in Oud-Valkenburg in de Nederlands Zuid-Limburgse gemeente Valkenburg aan de Geul. Het gebouw is een van de oudste kerken in de streek en is sinds 1967 een Rijksmonument. De Rooms-katholieke parochiekerk is gewijd aan Johannes de Doper. Sinds 1959 wordt ook de Heilige Rita van Cascia, patrones van onmogelijke en hopeloze zaken, in deze kerk vereerd.

## Ligging
De kerk van Oud-Valkenburg is gelegen in het Geuldal aan de N595, de doorgaande weg van Valkenburg naar Schin op Geul. Van deze weg wordt ze gescheiden door een kerkmuur om het kerkhof. De kerk met kerkhof ligt op een kerkheuvel.
In de nabijheid van de kerk bevinden zich onder meer kasteel Genhoes, kasteel Schaloen en de Schaloensmolen, die tezamen met de Johannes de Doperkerk en enkele vierkantshoeven deel uitmaken van het rijksbeschermd gezicht Oud Valkenburg. Het eveneens nabije kasteel Oost, de Drie Beeldjes en de kluis op de Schaelsberg behoren niet tot het beschermde dorpsgezicht.

## Geschiedenis
Waarschijnlijk werd in de 11e of 12e eeuw op deze plaats een zaalkerkje gebouwd. Delen van de toren en het schip dateren uit die tijd. Later is de zuidbeuk toegevoegd. In de 16e eeuw zijn de toren en de noordbeuk vernieuwd.
In de 16e eeuw ontstond er onenigheid over de benoeming van een nieuwe pastoor. Dat kwam omdat het patronaatsrecht van de parochie werd betwist door drie heren: die van Genhoes, die van het verderop gelegen Schaloen en die van het op de heuvel gelegen Sibberhuuske. In 1543 werd de ruzie bijgelegd met de bepaling dat elk van de drie heren vier maanden per jaar het benoemingsrecht had van een nieuwe pastoor.
In 1757 ontwierp de Akense bouwmeester Johann Joseph Couven een gepleisterd bakstenen priesterkoor met hardstenen ornamenten en pilasters. In het midden van de 19e eeuw zijn de zijbeuken in westelijke richting uitgebreid, zodat deze de toren deels omsluiten.

## Beschrijving

### Exterieur
Het gebouw bestaat uit een driebeukig schip, een driezijdig gesloten koor en een vlakopgaande toren met tentdak; de drie beuken en het koor bevinden zich gezamenlijk onder een zadeldak gedekt met leien. De kerk is gebouwd van Limburgse mergel. De vensteromlijstingen zijn deels van hardsteen.
Rondom de kerk bevindt zich het kerkhof. Hier hangt een 14e-eeuws kruisbeeld. Naast de kerk bevindt zich de pastorie.

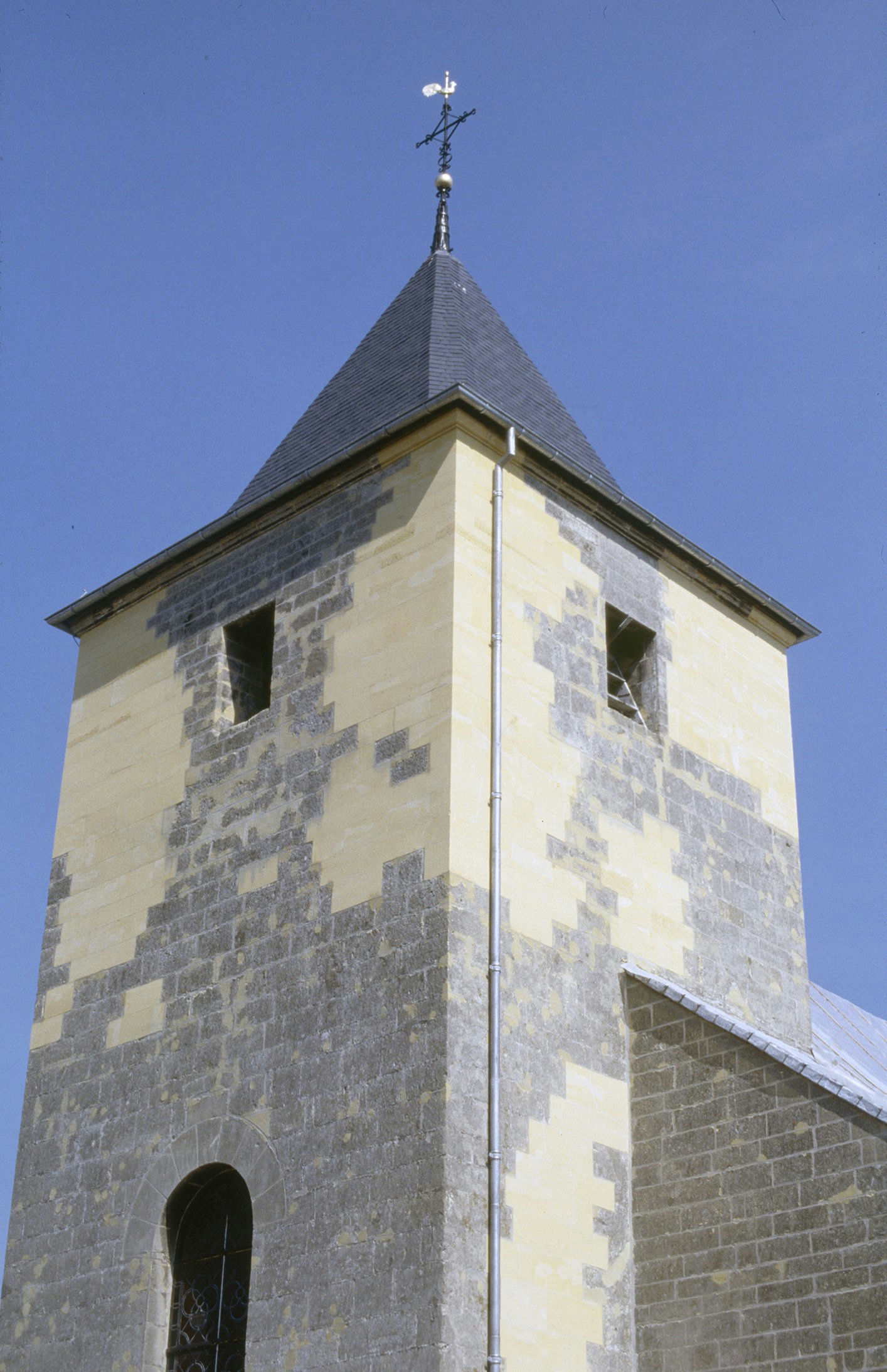
Kerktoren
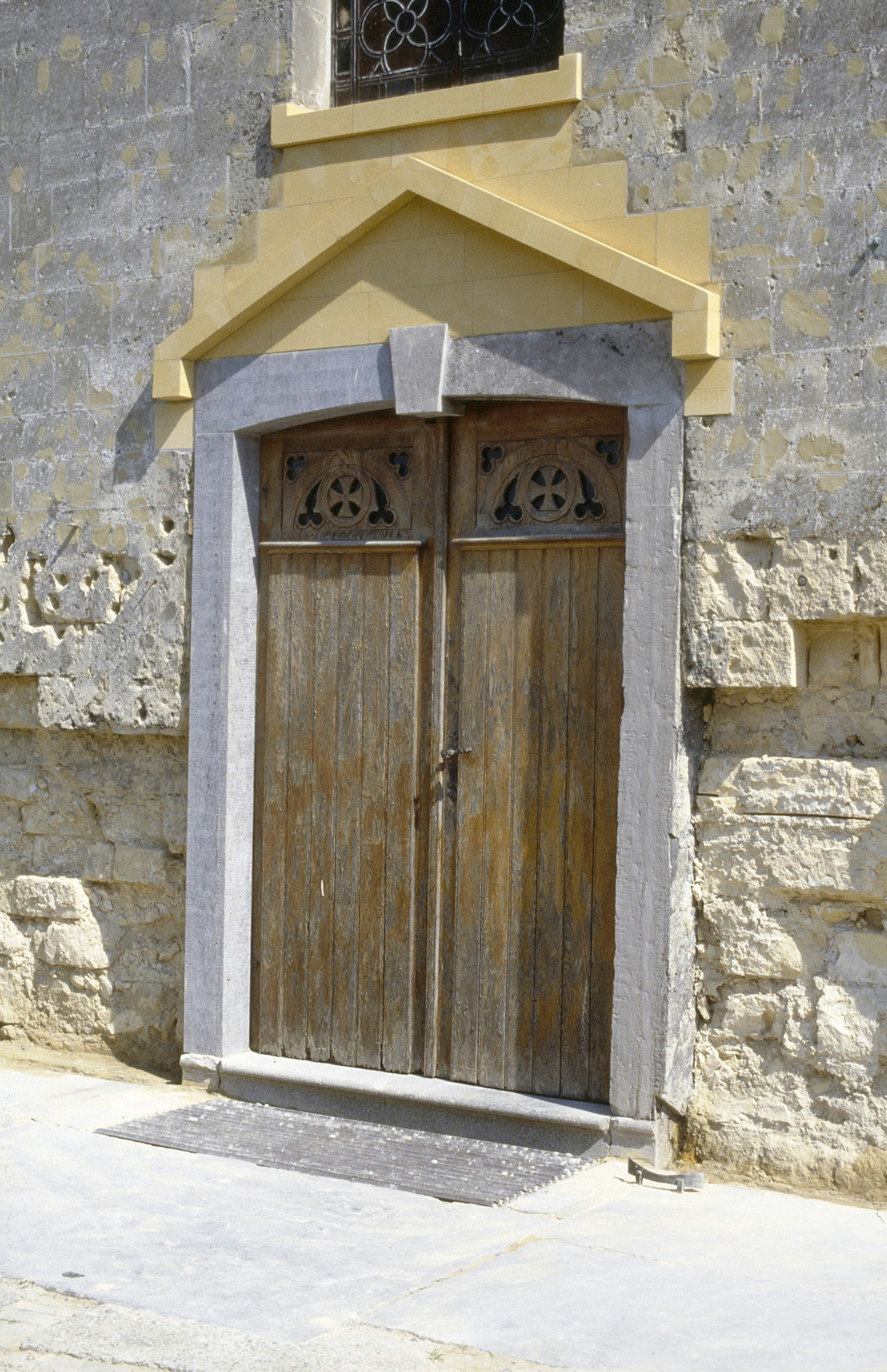
Ingangsportaal
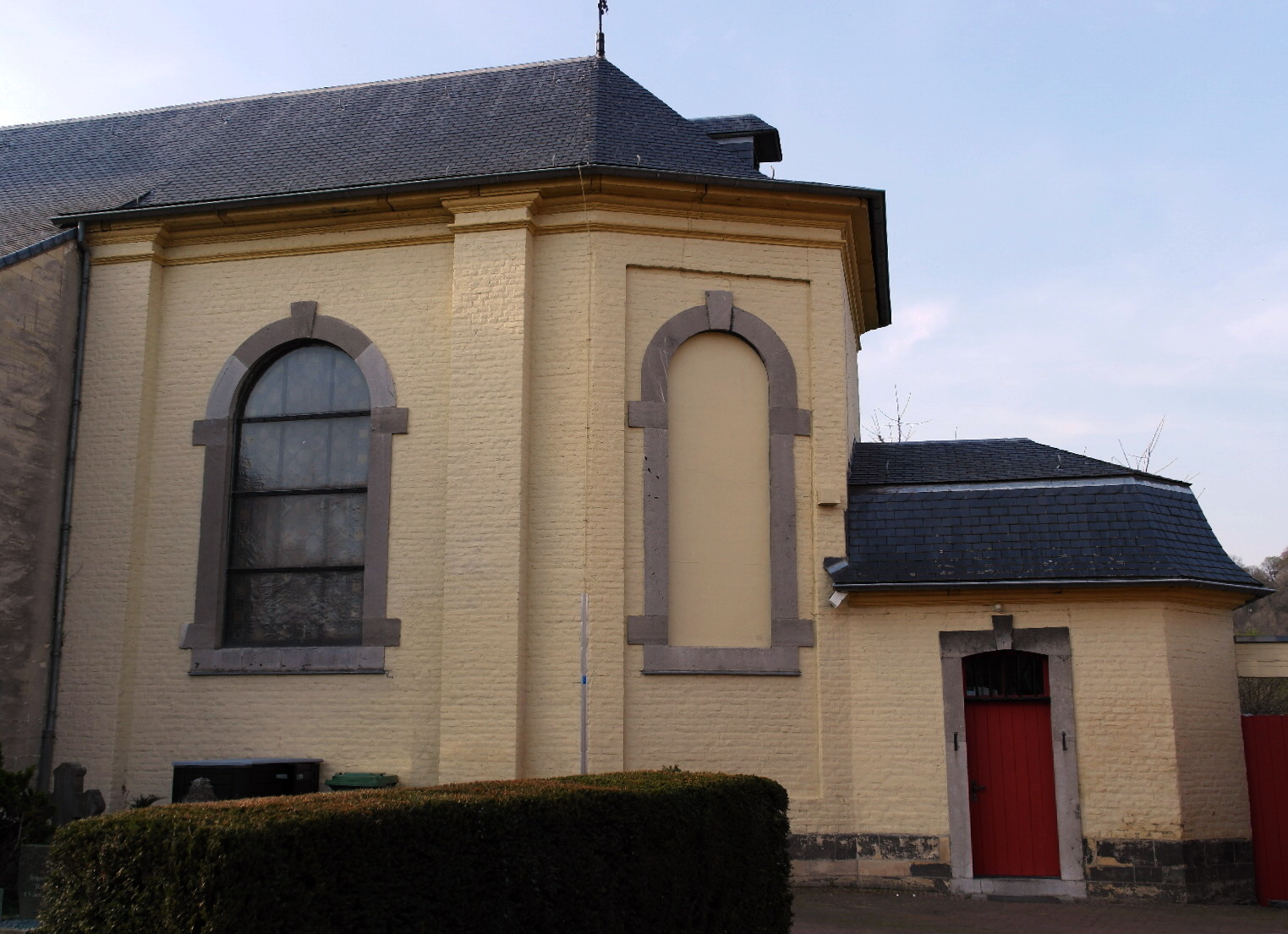
Barok koor
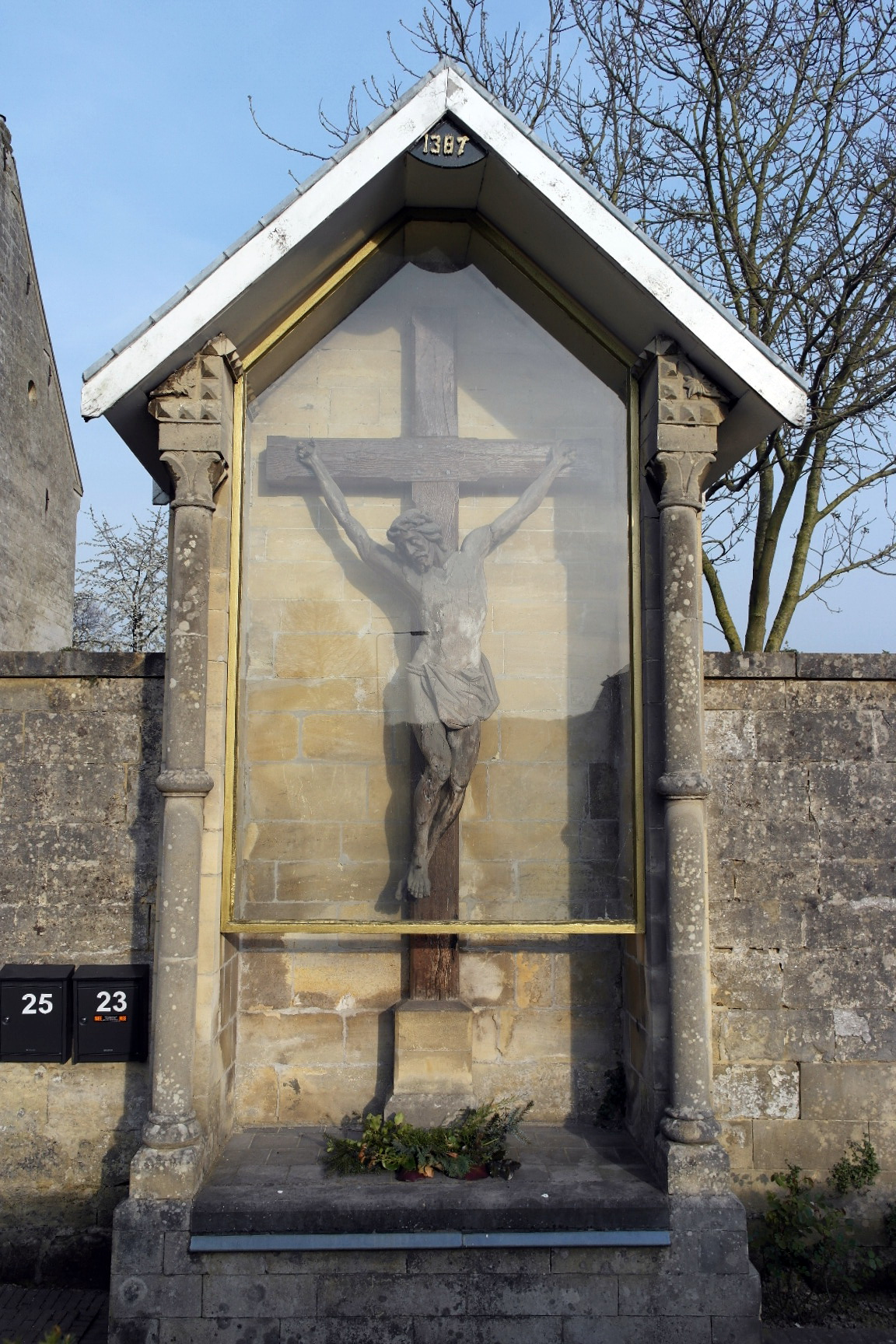
Kruisbeeld kerkhof

### Interieur
Op het barokke priesterkoor staat het hoofdaltaar in rococostijl (wellicht ontworpen door J.J. Couven) en twee koorbanken uit 1810. De twee zijaltaren in de zijbeuken dateren uit het midden van de 19e eeuw. Boven de hoofdingang achter in de kerk bevindt zich de orgeltribune uit omstreeks 1810. Verder bezit de kerk een hardstenen doopvont op een zandstenen onderstuk, enkele schilderijen uit de 18e en 19e eeuw en een aantal heiligenbeelden uit diverse perioden. Bijzonder zijn de kruiswegstaties, een houten beeld van Anna te Drieën en een houten reliëf dat het sterfbed van Maria als onderwerp heeft.

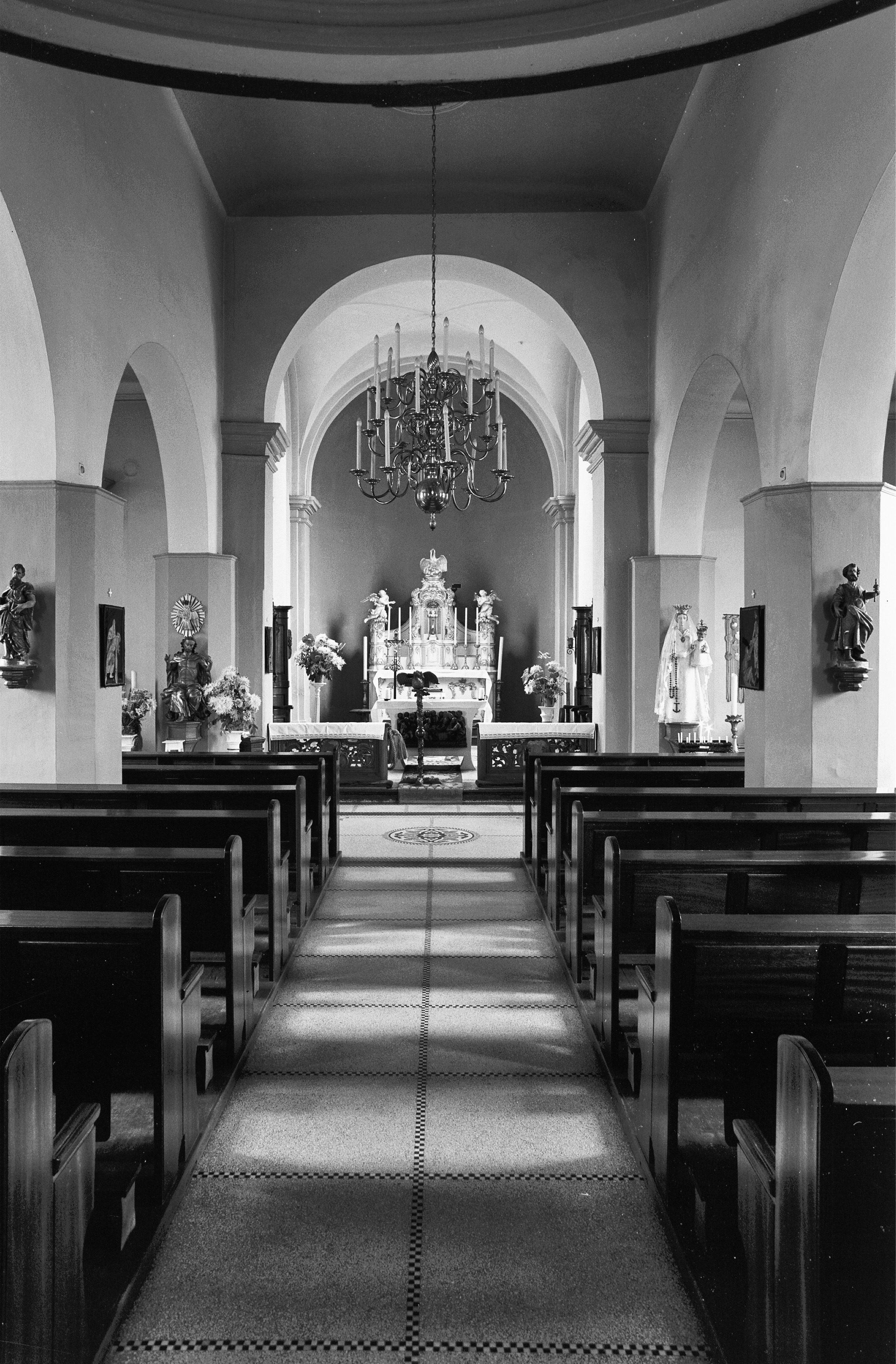
Zicht naar het priesterkoor
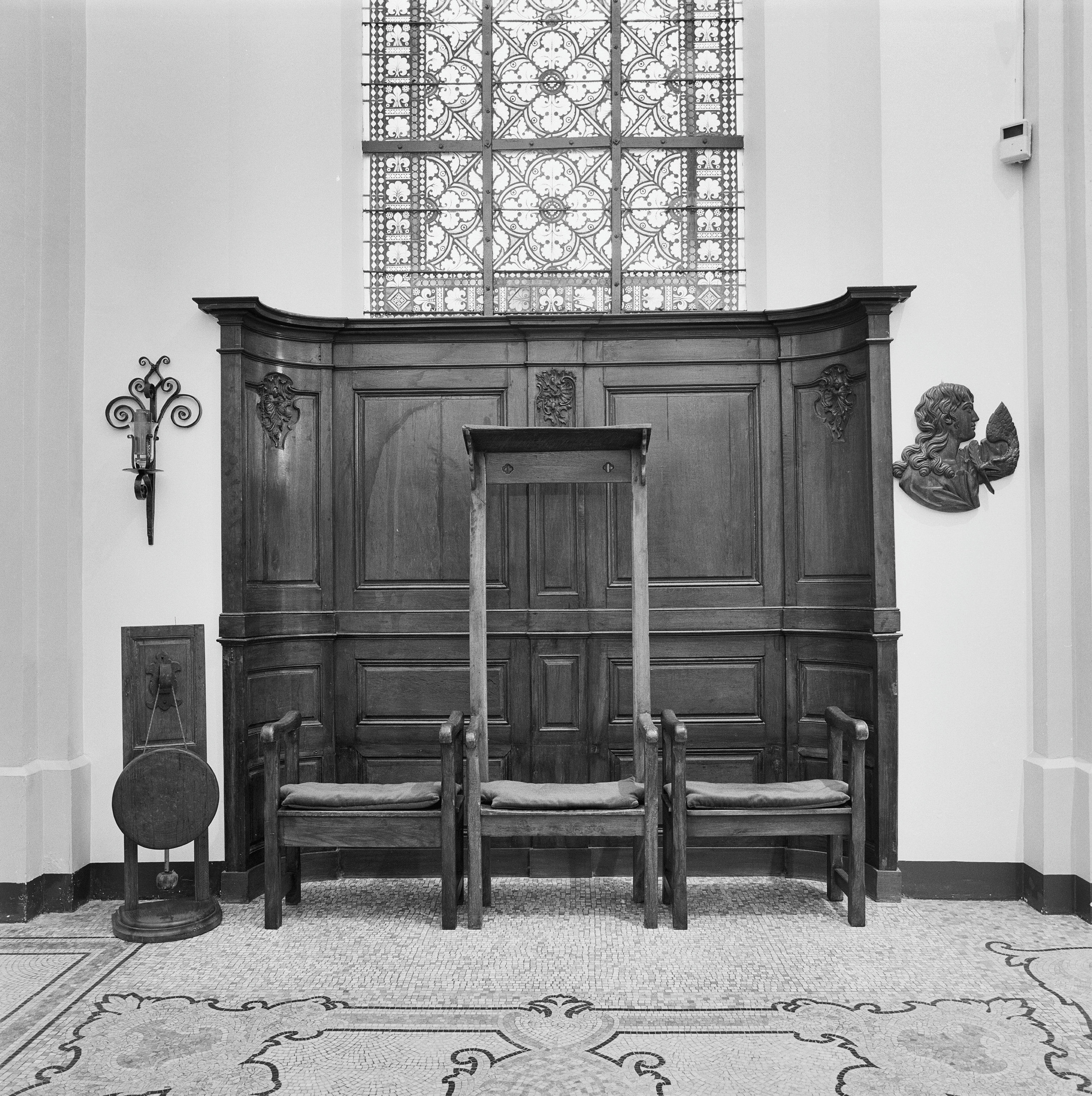
Koorbank in het priesterkoor
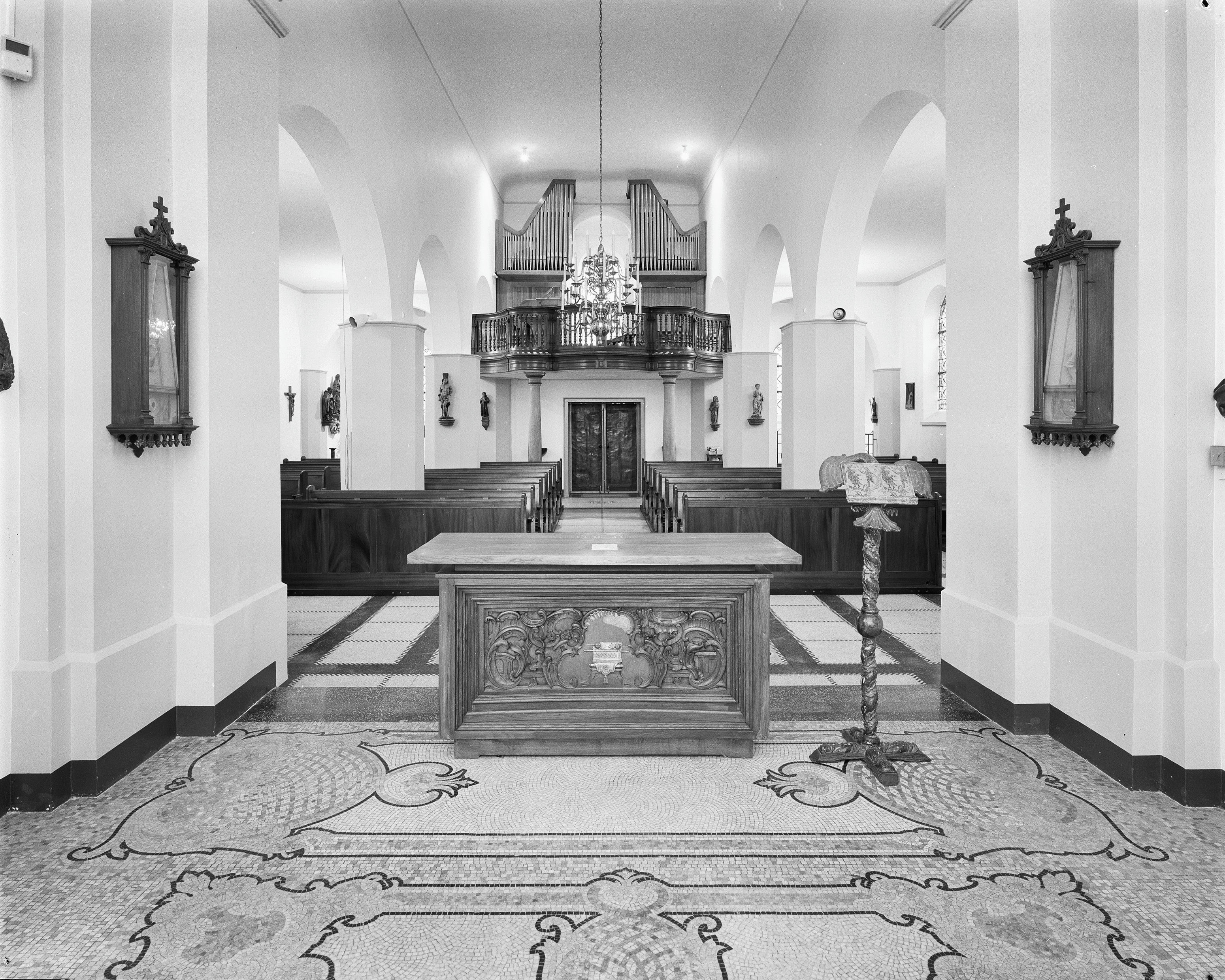
Zicht naar het westen
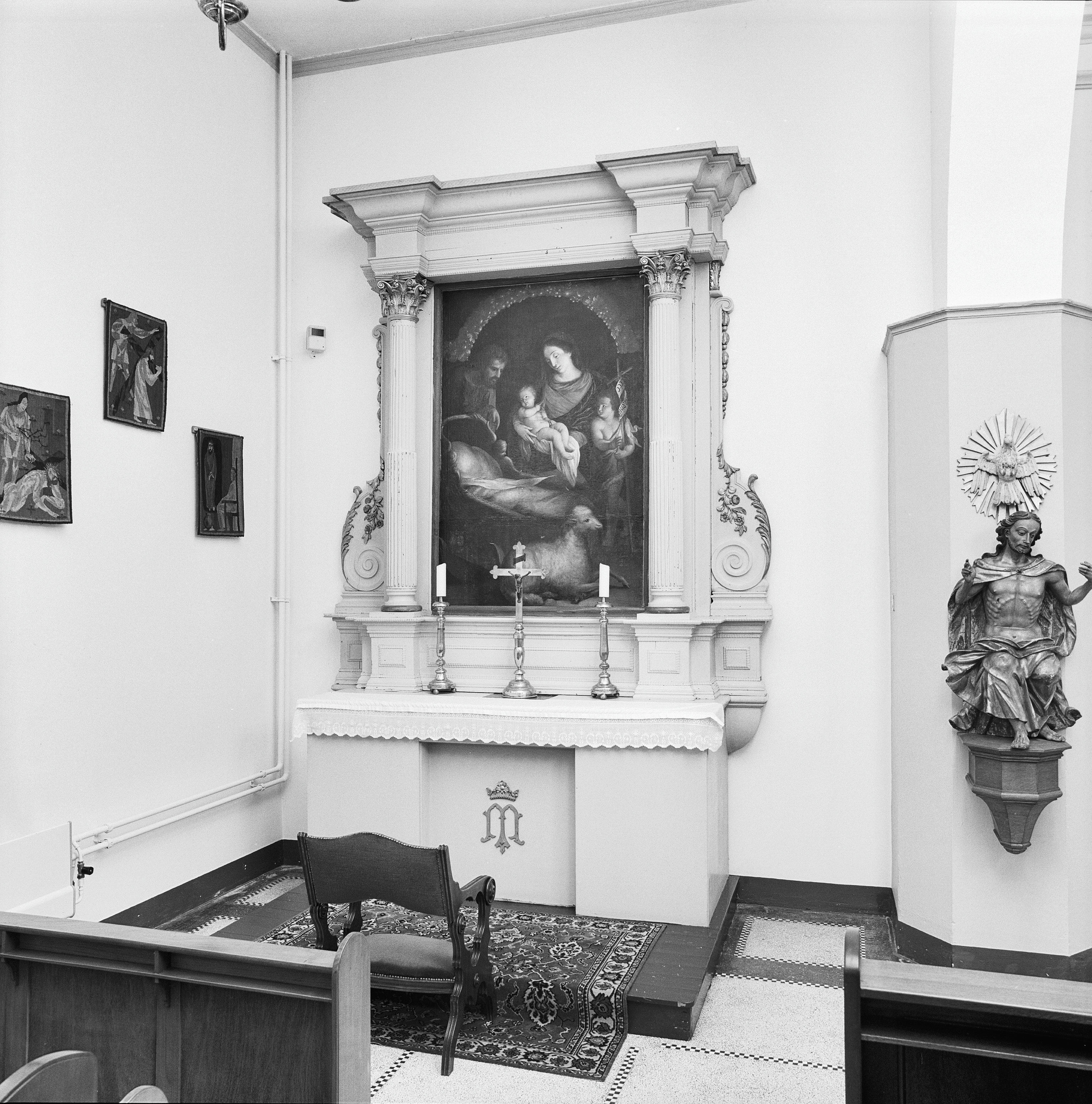
Zijaltaar in zijbeuk

## Trivia
Op de kerkzolder en in de kerktoren huist een van de grootste kolonies van de in Nederland zeldzame baardvleermuis en de gewone grootoorvleermuis. Dankzij de Stichting Instandhouding Kleine Landschapselementen heeft de kerk van Oud-Valkenburg speciale in- en uitvliegopeningen voor de circa 100 vleermuizen.